# 산마리노인
산마리노인(Sammarinesi)은 산마리노 공화국의 국민들을 지칭한다.

## 언어
산마리노는 이탈리아어를 공식 언어로 인정한다. 산마리노어로 알려진 토착 언어는 인구의 약 83%가 사용하는 다양한 로마냐어이다.

## 종교
대부분의 산마리노인들은 가톨릭 신자이다. 산 마리노의 많은 공식 행사는 공화국의 주요 성당인 산마리노 대성당이나 다른 성당에서 열린다. 산마리노-몬테펠트로 교구를 구성하는 총 9개의 가톨릭 사목구가 있다.